# Каскадер
Каскадер је особа која професионално изводи опасне и захтевне акционе сцене уместо глумца у филму, телевизијској серији или позоришној представи. Посао каскадера захтева изузетну физичку спремност, специфичне вештине и познавање мера безбедности како би се ризик од повреда свео на минимум. Иако је њихов рад кључан за стварање акционих сцена, они често остају "невидљиви" за публику, јер је циљ да гледалац верује да опасну сцену изводи главни глумац.

## Дефиниција и улога
Улога каскадера је да замени глумца у сценама које су превише опасне, физички захтевне или захтевају специјализоване вештине које глумац не поседује. То укључује падове са великих висина, туче, аутомобилске потере, сцене са ватром и експлозијама, и друге акробације. Каскадери блиско сарађују са редитељем и координатором каскадера (stunt coordinator) како би осмислили и безбедно извели сваку сцену.
Постоји разлика између каскадера-дублера, чији је задатак да физички личи на глумца којег замењује, и каскадера-извођача, који се ангажује за специфичне вештине без потребе да личи на неког глумца (нпр. возачи у сценама потере).

## Историјат
Професија каскадера настала је у раним данима филмске индустрије, у доба немог филма. Пре него што су се развили специјални ефекти, опасне сцене су се морале изводити уживо пред камером. Глумци-комичари попут Бастера Китона и Харолда Лојда били су познати по томе што су сами изводили изузетно опасне и физички захтевне сцене, постављајући темеље за каскадерски занат.
Са развојем филмске индустрије, посебно акционих и вестерн филмова, каскадерски посао се професионализовао. Развијене су посебне технике и мере безбедности, а формирана су и прва удружења каскадера.

## Врсте каскада и вештине
Каскадерски посао је веома разнолик и захтева широк спектар вештина. Неке од главних врста каскада су:
- Падови: Падови са зграда, коња, возила у покрету.
- Борбе: Кореографисане сцене туче, мачевања и других борилачких вештина.
- Сцене са ватром: Контролисано горење тела уз помоћ заштитних гелова и опреме.
- Аутомобилске каскаде: Потере, судари, превртања возила.
- Водене каскаде: Скокови у воду, роњење, сцене у води.
- Рад са животињама: Јахање, рад са опасним животињама.

## Обука и безбедност
Не постоји јединствена формална школа за каскадере, већ се они обично специјализују у одређеним областима. Већина каскадера има искуство у гимнастици, борилачким вештинама, екстремним спортовима или војним вештинама. Безбедност је кључни аспект професије. Свака каскада се пажљиво планира, увежбава и изводи уз употребу скривене заштитне опреме, ваздушних јастука, сајли и других помагала.

## Каскадери у Србији и Југославији
Каскадерство у Србији има богату традицију, посебно развијену у "златно доба" југословенске кинематографије (1960-их, 70-их и 80-их), када су се у Југославији снимале бројне домаће и стране копродукције, посебно партизански филмови и "вестерни".
Неки од најпознатијих југословенских и српских каскадера су:
- Драгомир Станојевић - Бата Камени (сматра се најпознатијим и најплодотворнијим југословенским каскадером, са преко 500 филмова)
- Миомир Радевић Пиги
- Славољуб Плавшић Звонце
- Миња Војводић (који је био и глумац)
- Жељко Божић
- Милкица Божић (једна од ретких каскадерки)

## Глумци који сами изводе каскаде
Постоји разлика између професионалних каскадера који замењују глумце и глумаца који су познати по томе што инсистирају да сами изводе већину својих опасних сцена. Неки од најпознатијих светских глумаца у овој категорији су:
- Џеки Чен: Познат по комбиновању борилачких вештина и сложених, често опасних акробација.
- Том Круз: Познат по извођењу изузетно ризичних сцена, попут пењања на Бурџ Халифу или држања за полећући авион.
- Бастер Китон: Један од пионира немог филма који је изводио све своје, за то време невероватно опасне, физичке гегове.
- Жан-Клод ван Дам: Користио је своје знање борилачких вештина.

## Награде и признања
Иако је њихов допринос филму огроман, каскадери често остају непризнати у систему главних филмских награда. Америчка академија за филмску уметност и науку још увек нема категорију за најбоље каскаде. Међутим, постоје специјализоване награде које одају признање њиховом раду, од којих је најпознатија "Taurus World Stunt Awards".